# Sphenotrochus lindstroemi
Sphenotrochus lindstroemi är en korallart som beskrevs av Stephen D. Cairns 2000. Sphenotrochus lindstroemi ingår i släktet Sphenotrochus och familjen Turbinoliidae. Inga underarter finns listade i Catalogue of Life.